# فضائل القرآن (كتاب)
كتاب فضائل القرآن ومعالمه وآدابه، لأبي عبيد القاسم بن سلام المتوفى سنة (224هـ)، هو كتاب عن فضائل القرآن وآدابه، وقد اشتمل الكتاب على ما جاء عن النبي من ثواب في تعلم القرآن وتعليمه عموما أو في بعض السور، أو الآيات من الثواب الأخروي، أو ما يحصل لقارئه من الفوائد الدنيوية. وهذه الفضائل كانت موزعة ضمن كتب التفسير والحديث، فقام العلماء بالتصنيف في أواخر القرن الثاني الهجري وأوائل الثالث. والكتاب له قيمة علمية بين العلماء لكون مؤلفه عالم سني، موسوعي، يمتاز بفكره الحر، ومن أكبر العلماء المدونين في أوائل عصر التدوين، ولكون الكتاب على منهج المحدثين الذين يوردون الأحاديث النبوية والآثار الموقوفة بأسانيدها، ولاشتمال الكتاب على ثروة هائلة من الأحاديث النبوية.

## منهج الكتاب
وقد انتهج في كتابه:
1. التركيز وعدم الإطناب، ومجانبة التكرار إلا لموجب يقتضيه المقام.
2. تنويع رواته الذين يروي عنهم حسب الموضوع المروي.
3. استقصاؤه الأسانيد والروايات لكل خبر يذكره، واهتمامه بالجرح والتعديل.
4. أن أكثر ما في الكتاب أحاديث وآثار، وأحيانا قليلة يعقب على النص، وقد يعلق على الحديث بذكر رأيه، وربما تحدث عن الخلاف في الإسناد بين العلماء، وكل هذا نادر وقليل.[3]

## قيمة الكتاب ومكانته العلمية
1. كون مؤلفه عالم سني، موسوعي، يمتاز بفكره الحر، ومن أكبر العلماء المدونين في أوائل عصر التدوين.
2. كون الكتاب على منهج المحدثين الذين يوردون الأحاديث النبوية والآثار الموقوفة بأسانيدها.
3. اشتمال الكتاب على ثروة هائلة من الأحاديث النبوية.[2]